# Svenska socialistiska partiet
Svenska socialistiska partiet var ett svenskt nationalsocialistiskt parti som var verksamt under andra världskriget. Det hade sina rötter i Socialistiska partiet. Partiledare var Agaton Blom. 
Partiets tidning hette Folkets Dagblad och hade Arvid Olsson som redaktör. Partiet utgav även veckotidningen Sverige Fritt med Holger Möllman-Palmgren som redaktör och bland annat Annie Åkerhielm som skribent.
Svenska socialistiska partiet deltog i valet 1944 och erhöll 5 279 röster eller 2 promille. Man nådde troligen aldrig tusen medlemmar. Partiet upplöstes 1948.